# Amiternum
Amiternum era un'antica città italica fondata dai Sabini, le cui rovine sorgono nei pressi di San Vittorino e Preturo, a circa 11 km a nord dell'Aquila. Oggi è possibile vedere solamente un teatro, un anfiteatro e la pianta di una domus, che costituiscono il sito archeologico principale di epoca romana, ma altre importanti testimonianze, tra cui una villa d'epoca romana, sono state rinvenute recentemente nell'area circostante, nei pressi di Coppito e Pizzoli.
La città ha dato i natali ad uno dei maggiori storici romani, Sallustio, ed è stata sede di diocesi insieme alle vicine città di Forcona (frazione di Civita di Bagno) e Pitinum (quartiere di Pettino). Pur essendo sopravvissuta alla caduta dell'Impero romano d'Occidente, Amiternum visse un periodo di grande decadenza fino a scomparire completamente nel XIII secolo. Il suo nome ha dato vita nei tempi a seguire a diversi toponimi: dal contado Amiternino, come generica indicazione dell'attuale Conca aquilana, fino all'attuale comunità montana Amiternina e alla strada provinciale 1 Amiternina.

## Storia

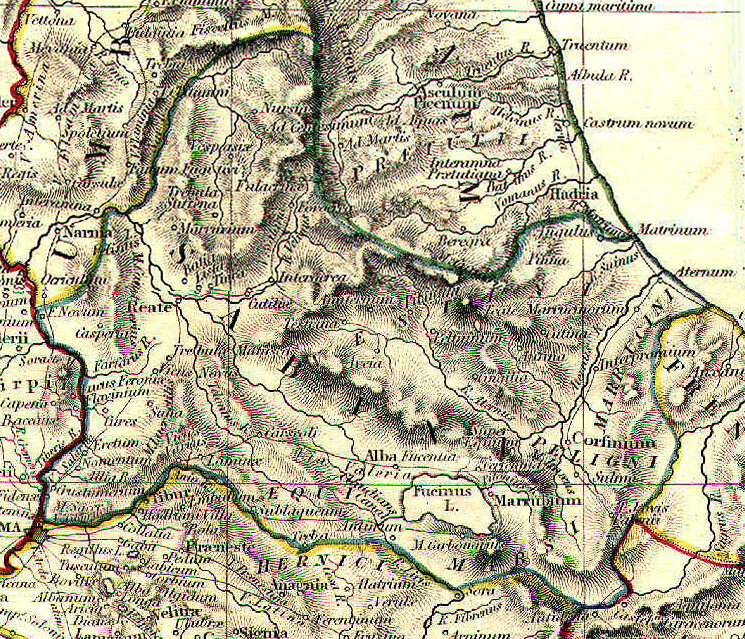
Mappa dell'antica Sabina, con Amiternum al centro.

(dalla tabula patronatus dedicata a Gaio Sallio Pompeiano Sofronio del 325)

### Prima della conquista di Roma
La città di Amiternum (il cui nome deriva da ambitus/amb-, «intorno», e Aternus, stando quindi a significare «sui lati del fiume Aterno»), da non confondersi con la contemporanea Amiternum sannita, precede di molto l'epoca romana e fu una delle più importanti città sabine. Secondo Marco Porcio Catone, è proprio da un villaggio nelle vicinanze di Amiternum, Testruna, che trae le sue origini il popolo dei Sabini. L'antico centro italico si sviluppava sui lati del colle oggi chiamato San Vittorino ed era un importante centro di scambi tra il Tirreno e l'Adriatico. Gli amiternini vinsero una guerra contro gli aborigeni al tempo di Romolo (fine dell'VIII secolo a.C.), conquistando le loro città più importanti, Lista e Cutiliae, in un attacco notturno e furono la popolazione che dominò l'alta valle dell'Aterno fino al VI secolo a.C.

### Periodo romano
Nel 290 a.C., durante la loro espansione nell'Italia centro-meridionale, i romani, guidati dal console Manio Curio Dentato, conquistarono l'intero territorio dei sabini, compresa Amiternum. In quell'anno la città ricevette la cittadinanza sine suffragio, cioè senza diritto di voto, e nel 268 a.C. gli fu concessa la cittadinanza optimo iure, che dava la possibilità agli amiternini di contare politicamente in tutto lo stato. La città divenne quindi una praefectura e, sotto il dominio di Roma, l'Amiternum sabina venne abbandonata per dare origini ad un nuovo centro poco più a valle.
La città crebbe e diventò un grande centro urbano contando, nei periodi di massima espansione, una popolazione di decine di migliaia di abitanti. Durante la guerra sociale e le guerre civili del I secolo a.C., però, si spopolò notevolmente, riuscendo però a uscire da questa crisi. In età augustea era ancora abitata dai sabini e proprio in quel periodo venne promossa a municipium. La città era inoltre un importante nodo stradale: situata lungo l'antica Via Cecilia che arrivava fino ad Hatria, da essa partivano inoltre la Via Claudia Nova e due diramazioni della Via Salaria.

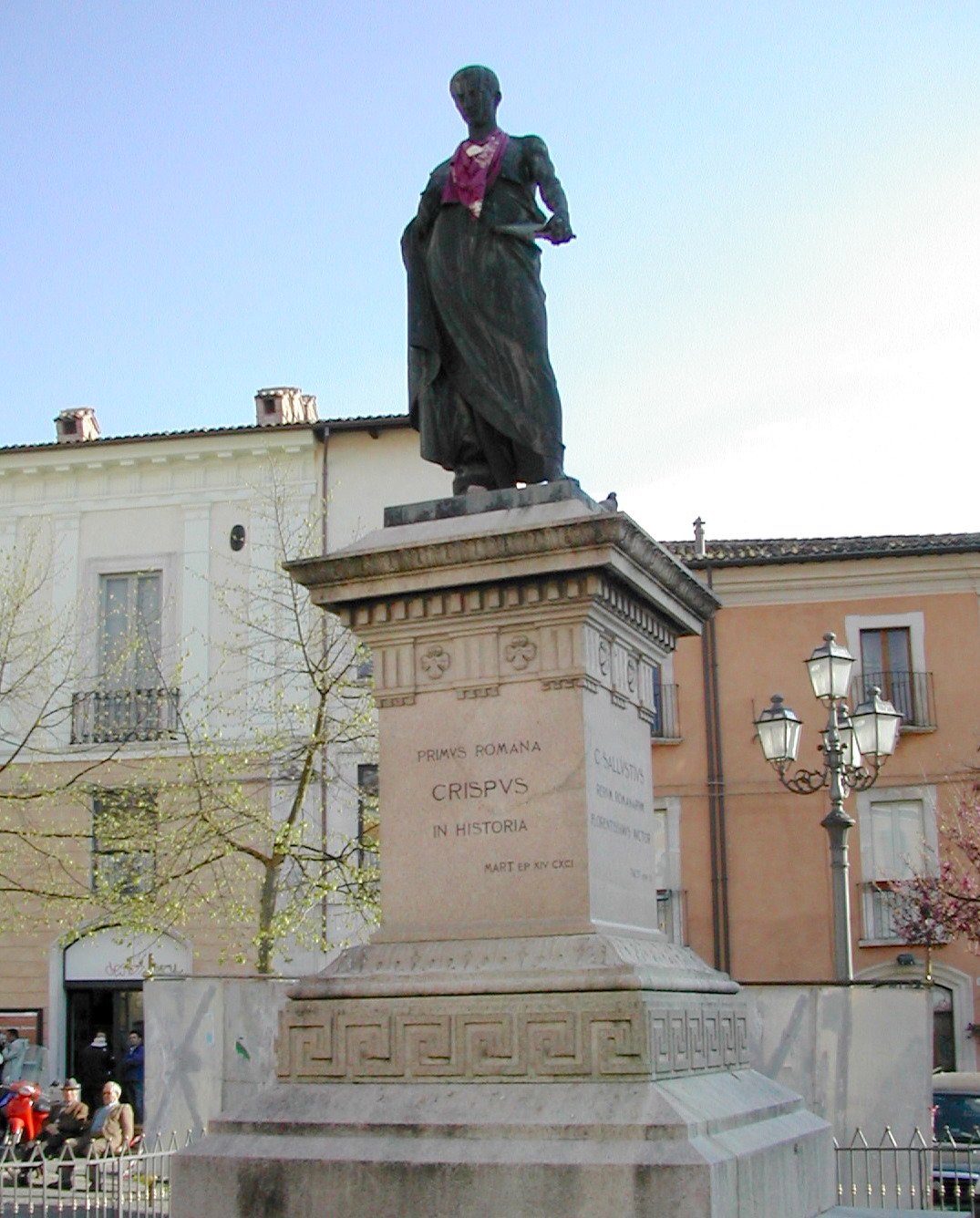
Statua di Gaio Sallustio Crispo (Piazza Palazzo, L'Aquila)

Per almeno quattro secoli, Amiternum ha rivestito il ruolo di centro del potere, continuando a svilupparsi in maniera marcata, e vi hanno risieduto gli esponenti delle più importanti famiglie di Roma, mentre i normali cittadini vivevano, con ogni probabilità, nelle colline circostanti, le cosiddette Ville di Preturo.

#### Amministrazione e famiglie
Quando era una praefectura, Amiternum era sede di un prefetto, assistito da un collegio di otto membri della nobiltà locale, il quale sembra essere antecedente alla conquista romana. Dopo che la città cambiò il suo status in municipium si crearono un collegio di duumviri e decurioni, che si riunivano nella Curia Septimiana Augustea. Era presente anche un'influente classe sacerdotale e dei tresviri augustales, addetti al culto dell'imperatore.
Già nel tardo periodo repubblicano si era sviluppata nella città una facoltosa classe dirigente, che comprendeva equites e senatori. Il più famoso esponente di questa classe è lo storico Gaio Sallustio Crispo (nato nell'86 a.C.) ma molte altre famiglie raggiunsero alti gradi dell'amministrazione statale, come gli "Attii", i "Sallii" e i "Vinii".

### Il declino

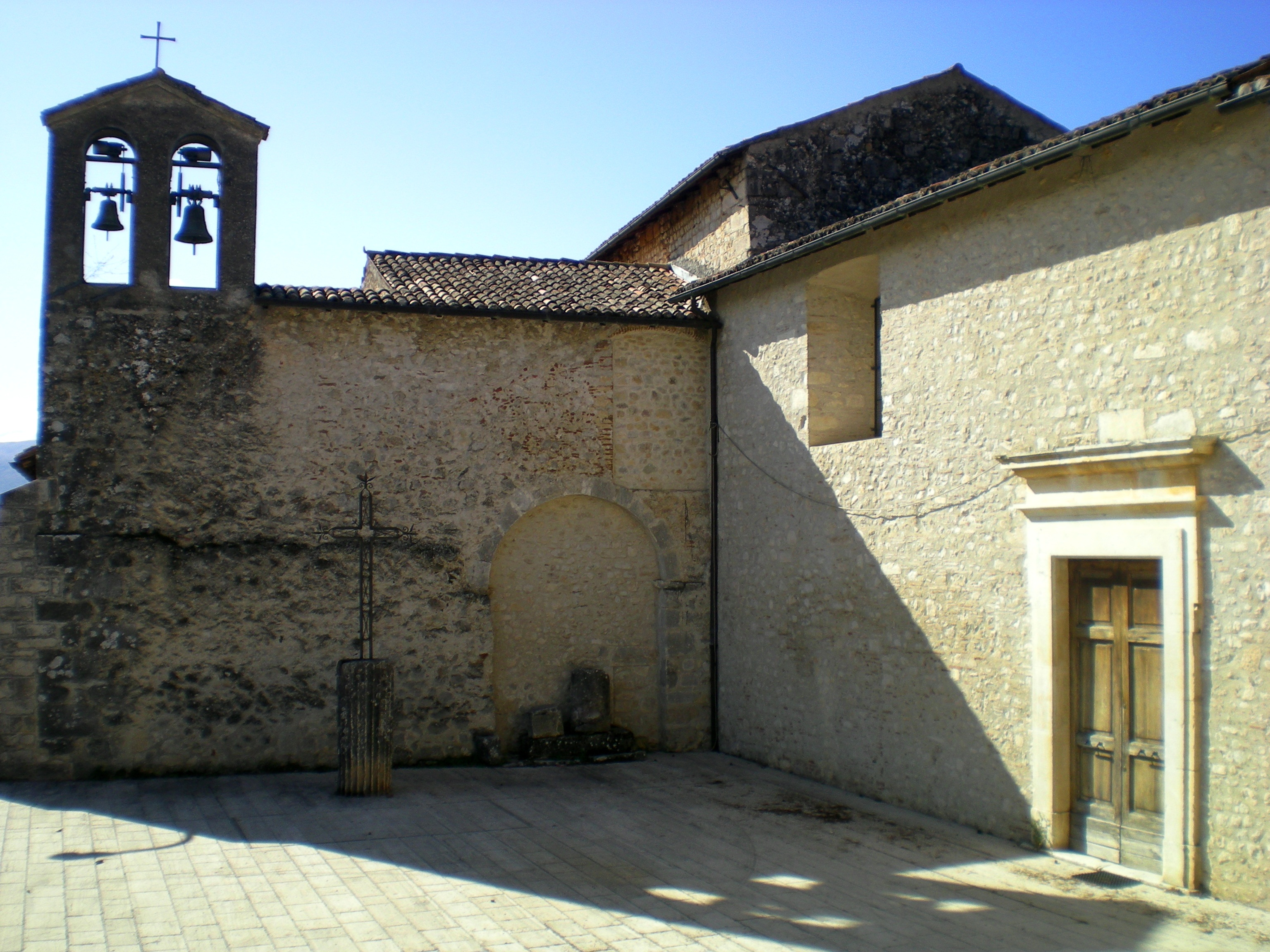
Chiesa di San Michele Arcangelo con le catacombe paleocristiane.

L'inizio del declino risale al V secolo quando, ormai caduto l'Impero romano d'Occidente, gli abitanti della città dovettero rifugiarsi in luoghi più facilmente difendibili sulle alture: il centro abitato iniziò a spostarsi nell'attuale San Vittorino. Proprio in quegli anni il vescovo della città Quodvultdeus, di origini africane, ristrutturò e potenziò le catacombe realizzando un mausoleo paleocristiano. Tra il VI e il VII secolo la città vide l'inizio di un periodo di destrutturazione, come suggeriscono delle abitazioni di legno nella zona del teatro. Le strutture pubbliche e molte abitazioni vennero smontate e abbondanti porzioni dell'abitato furono abbandonate. Come distretto territoriale laico (per l'omonimo Contado) e religioso (come capitale di Diocesi) Amiterno è attestata dalle fonti fino al 1069 (anno in cui il Vescovo Lodoico o Lodovico prende parte al Concilio Romano, nonostante ricerche recenti lo attribuiscano ad altra diocesi sostenendo che l'unico Ludovico presente fosse vescovo di Nocera, in Umbria). La diocesi venne successivamente unita alla diocesi di Rieti ed in seguito il suo territorio fu accorpato alla neonata diocesi dell'Aquila. La città visse, seppur in maniera evanescente, fino al XIII-XIV secolo, quando perse definitivamente vitalità a causa della fondazione della vicina città dell'Aquila.

## Urbanistica

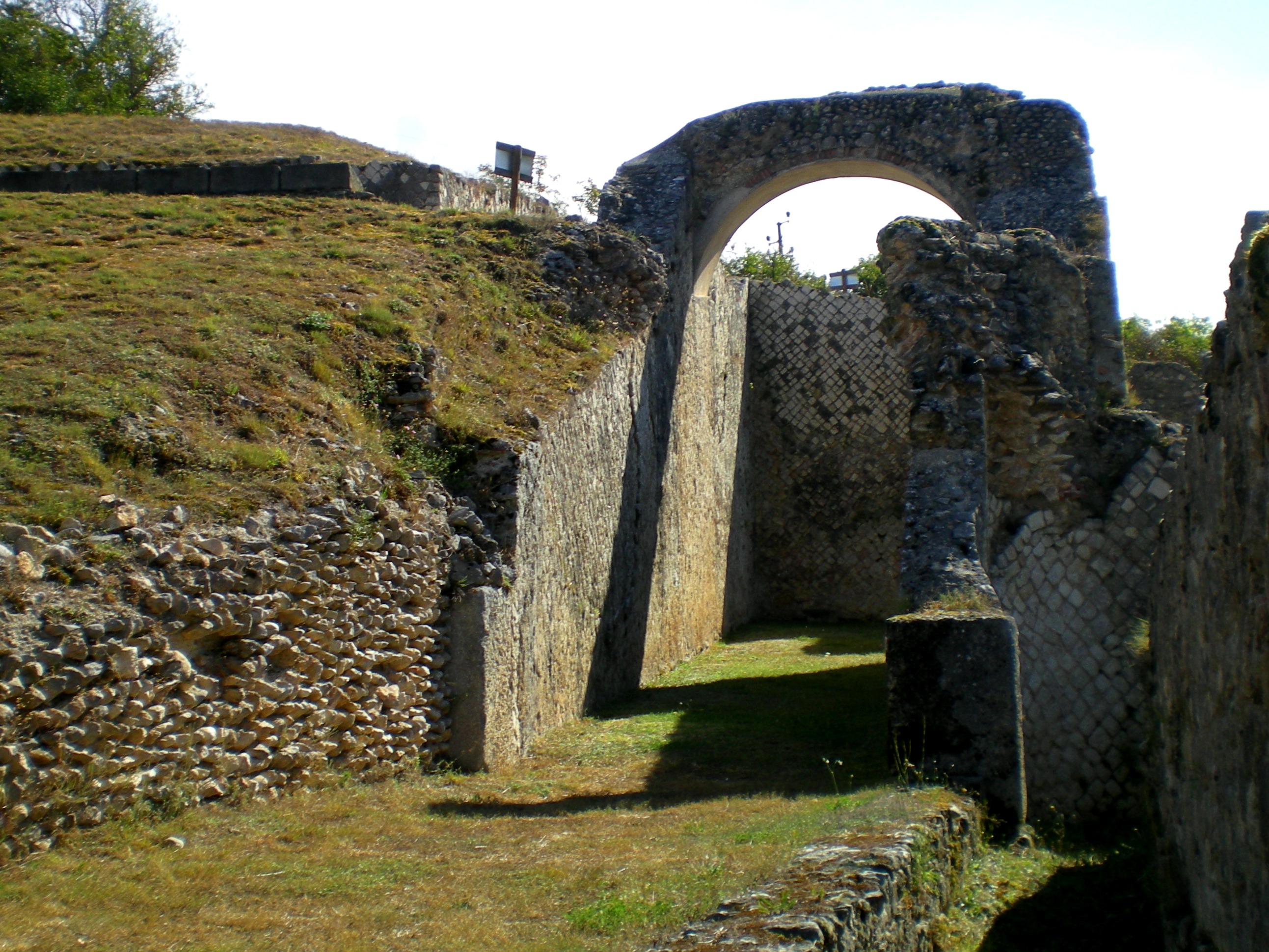
L'ingresso alla cavea del teatro.

Come già detto in precedenza, il primo vicus originario da cui si sviluppò la città sorgeva sul colle di San Vittorino e, con ogni probabilità, questo insediamento costituì il primo oppidum romano. Subito dopo la conquista romana, nel IV secolo a.C., la valle dell'Aterno costituiva un centro di passaggio tra il Tirreno e l'Adriatico e il principale asse viario che vi fu costruito è quello intorno al quale sorga la città amiternina. Nel II secolo a.C. la strada fu notevolmente migliorata dal censore Lucio Cecilio Metello e prese quindi il nome di Via Cecilia. La strada inizialmente non passava per il centro della città, ma correva sul fondovalle, e lì incontrava un ramo della Via Salaria, importantissima via di comunicazione nel mondo romano. Nel corso degli anni, in epoca repubblicana, il centro si spostò verso l'Aterno, nell'area dove sono stati riportati alla luce i maggiori resti archeologici, tuttora in attesa di una miglior valorizzazione culturale ed economico-turistica. Conseguentemente allo spostamento della città, nel I secolo a.C. venne approntato un piano urbanistico che ne regolasse lo sviluppo.

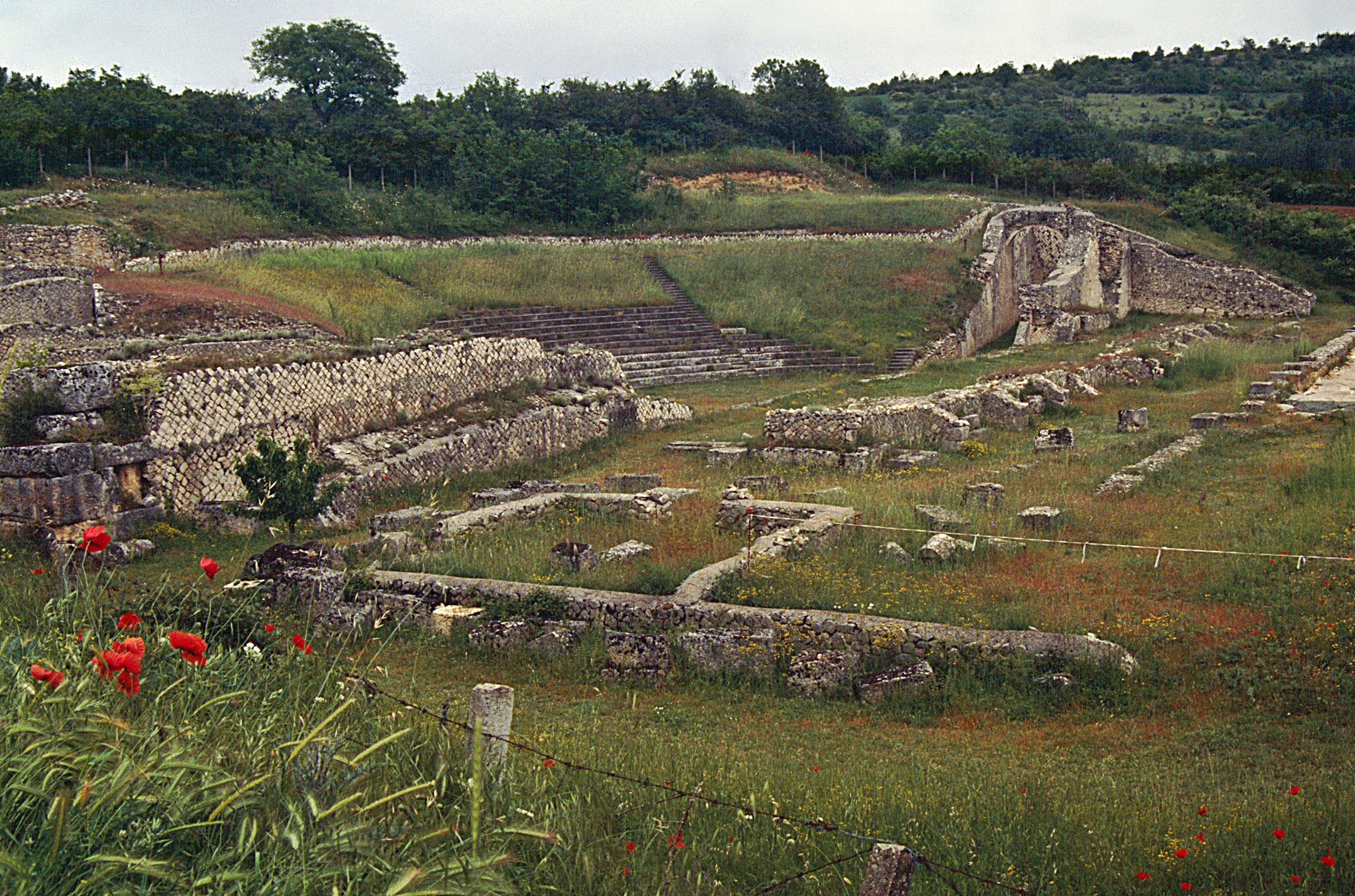
Il teatro romano di Amiternum.

La prima grande struttura pubblica che venne edificata nella nuova città fu il teatro, databile all'inizio dell'età augustea, successivamente, nel I secolo, venne edificato l'anfiteatro e nei due secoli successivi due acquedotti e un edificio termale. Nel 2008, dopo degli studi eseguiti con dei rilevamenti magnetici, è stata scoperta in linea di massima l'organizzazione della città: il teatro si trovava nei limiti settentrionali del centro, che si sviluppa verso nord per altri 50 metri circa, mentre verso sud sono presenti edifici per almeno un chilometro. L'asse nord-sud era la Via Cecilia, bordata nella parte meridionale da piccoli abitazioni e botteghe di dimensioni ridotte. La Cecilia passava ad ovest dell'anfiteatro, dove è stata riportata alla luce una parte lastricata, e ad est del teatro, attraversando l'Aterno su un ponte i cui resti sono andati distrutti. Dei muri di contenimento delle acque fluviali sono ancora visibili e ciò fa pensare che il corso del fiume non sia cambiato.
La città aveva un piano ortogonale ed erano presenti molte strade perpendicolari all'asse principale nella parte meridionale. Ad est dell'anfiteatro, sulla Cecilia, era situato un tempio di 50x40 metri circa, a nord di questo un'ampia area termale e a sud un'area densamente edificata, probabilmente un mercato. A sud dell'anfiteatro erano presenti un altro piccolo tempio, dei giardini e un grande edificio domestico; subito a nord del fiume c'era probabilmente il Foro e nella sua parte occidentale era presente una basilica o un sacellum e subito a nord di queste un ampio complesso commerciale. A nord del Foro, vicino al teatro, l'acquedotto entrava in città e a sud- est del teatro c'era una serie di grandi domus.

## Resti archeologici
I resti dell'Amiternum sabina sono diversi e ben conservati, situati in località San Vittorino, frazione del comune dell'Aquila. Tra i più importanti sono l'anfiteatro con la vicina domus dei gladiatori, il teatro di età augustea ed una villa di tarda età imperiale, con mosaici e affreschi. Sono inoltre visibili una porzione urbana della via Caecilia e resti di terme e di un acquedotto risalenti anch'essi all'età di Augusto. Sono invece in corso di scavo i resti della cattedrale paleocristiana di Santa Maria ad civitatem.
Diverse sono poi le epigrafi e il materiale scultoreo e architettonico rinvenuto nell'area e conservato in strutture del circondario, soprattutto nel Museo nazionale d'Abruzzo (L'Aquila) e nel Museo archeologico nazionale d'Abruzzo (Chieti), tra cui va ricordata la statua cosiddetta del Signore di Amiternum esposta durante il summit del G8 del 2009. Nei pressi dell'area archeologica, nell'abitato di San Vittorino, si possono poi visitare le catacombe paleocristiane, presenti nel sottosuolo della chiesa di San Michele Arcangelo.

### Anfiteatro romano

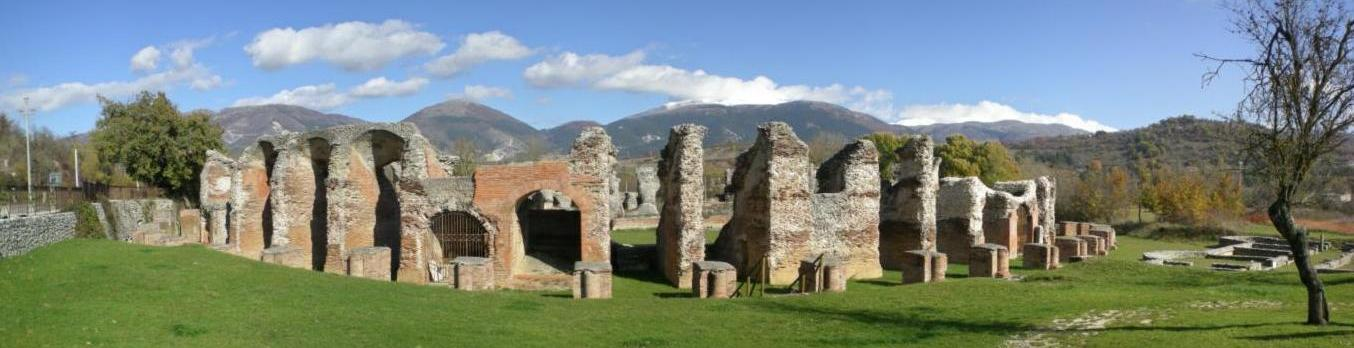
L'anfiteatro di Amiternum.

Sulla Via Amiternina sorgono i resti dell'anfiteatro di Amiternum, una struttura risalente al I secolo d.C. in grado di contenere fino a 6 000 persone. Le prime indagini archeologiche che l'hanno riportato alla luce risalgono al 1880, mentre i moderni lavori di consolidamento e restauro sono cominciati nel 1996 per mano della Soprintendenza. Dalla caratteristica forma a ellisse, era quasi interamente circondato da gradinate, oggi scomparse. La struttura prevedeva 48 arcate su due piani ed era rivestita completamente in laterizio.
Adiacenti all'anfiteatro son i resti di una villa a carattere e funzione pubblica con corte centrale e porticato, di cui rimane qualche debole traccia.

### Teatro romano

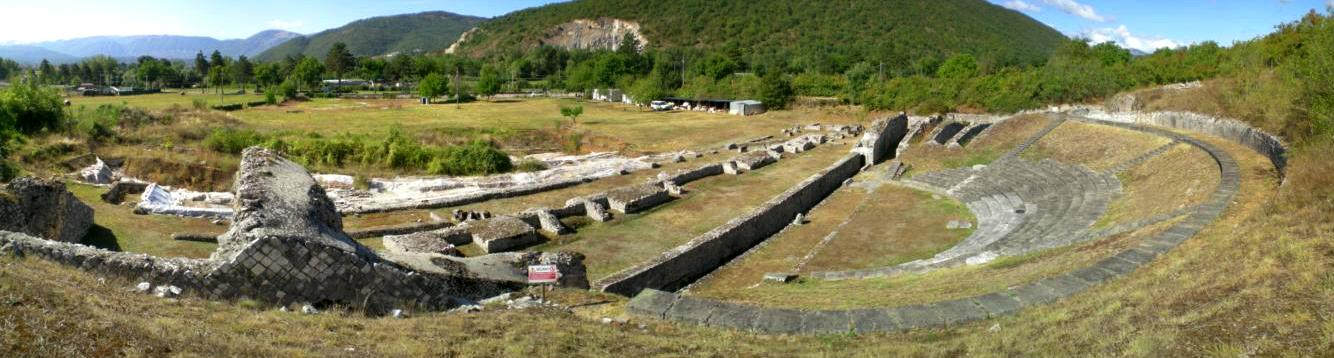
Vista panoramica del teatro di Amiternum.

Più a nord dell'anfiteatro, ai piedi del colle di San Vittorino è invece il teatro, probabilmente risalente all'età augustea e rinvenuto nel 1878. La struttura, ricavata sul pendio della collina e caratterizzata da una notevole acustica, era costituita da una gigantesca gradinata circolare, la cavea, di 80 metri di diametro disposta su due livelli. Il teatro era costituito da blocchi di pietra squadrati e poteva ospitare circa 2 000 persone. Abbandonato dopo il IV secolo d.C. venne successivamente utilizzato con funzione di necropoli.

### Cattedrale paleocristiana
La cattedrale di Santa Maria ad civitatem, secondo Laurent Feller in Les Abruzzes Mediévèls, era la protocattedrale della scomparsa diocesi di Amiterno, esistente già nel IX secolo. La cattedrale dipendeva dal monastero benedettino di San Mauro, posto sulla montagna ad ovest della città romana, ed era la sede diocesana prima della chiesa di San Michele in San Vittorino. Sicuramente già nell'XI secolo la cattedrale era in fase di abbandono degrado, ma sono attualmente in corso studi e scavi portati avanti dall'Università degli Studi dell'Aquila.